# Allograpta aurotibia
Allograpta aurotibia är en tvåvingeart som beskrevs av Huo, Ren och Zheng 2007. Allograpta aurotibia ingår i släktet Allograpta och familjen blomflugor. Inga underarter finns listade i Catalogue of Life.